# Cecil Powell

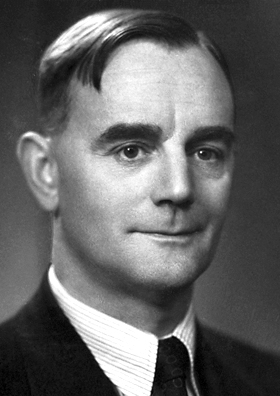
Cecil Powell, 1950

Cecil Frank Powell (* 5. Dezember 1903 in Tonbridge, Kent; † 9. August 1969 in Bellano am Comer See) war ein britischer Physiker und Nobelpreisträger.

## Leben
Cecil Powell wurde am 5. Dezember 1903 als Sohn des Büchsenmachers Frank Powell in Tonbridge/Kent geboren. Nach dem Besuch der Grundschule erhielt er ein Stipendium an der Judd School in Tonbridge. Mit weiteren Stipendien besuchte er das Sidney Sussex College in Cambridge, das er 1924/25 mit dem Natural Sciences Tripos abschloss. Er promovierte 1927 am Cavendish-Laboratorium in Cambridge unter Charles Thomson Rees Wilson und Ernest Rutherford und ging anschließend als Forschungsassistent von Arthur M. Tyndall an die University of Bristol. 1936/37 nahm an einer Expedition in den Westindischen Inseln teil, bei dem er einen Seismographen bei Untersuchung von Vulkanen bediente. 1948 wurde er zum Melville-Wills-Professor für Physik in Bristol ernannt.
Zu seinen Schülern gehörten Richard Dalitz und Rosemary Brown.
Powell war auch politisch aktiv in den Anfängen der Pugwash-Bewegung.
Powell heiratete 1932 seine Assistentin Isobel Therese Artner und hatte mit ihr zwei Töchter.

## Werk
Powells erste Forschungen am Cavendish-Laboratorium beschäftigten sich mit Kondensationsphänomenen, wobei er die Existenz einer Übersättigung in schnell expandierendem Dampf nachweisen konnte. Diese Entdeckung hatte großen Einfluss auf die Weiterentwicklung und Leistungssteigerung von Dampfturbinen.
In Bristol entwickelte er Verfahren zur genauen Messung der Mobilität positiver Ionen und konnte die Art der Ionen in den meisten gebräuchlichen Gasen nachweisen. Nach der karibischen Expedition beschäftigte er sich mit der Konstruktion eines Cockcroftgenerators zur Beschleunigung von Protonen und Deuteronen, den er zusammen mit einer Wilsonschen Nebelkammer zur Untersuchung der Neutron-Proton-Streuung verwendete.
Ab 1938 beschäftigte er sich auch mit der Kosmischen Strahlung (damals die hauptsächliche Quelle hochenergetischer Teilchen vor Entwicklung geeigneter Beschleuniger) und entwickelte Methoden, die Teilchenspuren mit photographischen Emulsionen aufzuzeichnen. Dieses Verfahren zum Nachweis von Teilchenspuren hatten die Physikerinnen Marietta Blau und Hertha Wambacher entdeckt. Später nutzte Powell diese Methoden auch zur Energiemessung von Neutronen durch die Rückstossprotonen, hierbei konnte er einen Zusammenhang zwischen Energie und Spurlänge herstellen, der bald weite Anwendungen in Experimenten zur Kern- und Teilchenphysik fand. Nach einer Weiterentwicklung der photographischen Emulsionen gelang ihm mit Giuseppe Occhialini, Muirhead und anderen 1947 der Nachweis des Pions und der Myonen (damals als Mesonen bezeichnet) in der kosmischen Strahlung sowie die Bestimmung ihrer wesentlichen Eigenschaften. Später wurde allerdings bekannt, dass das (zuerst von Hideki Yukawa 1935 theoretisch für die Kernkraft vorgeschlagene) Pion schon ein wenig vorher im Jahr 1947 von Donald H. Perkins vom Imperial College in photographischen Emulsionen entdeckt worden war.
In diesem Zusammenhang war er Direktor des europäischen Programms zur Höhenforschung mit Ballonflügen in Sardinien (1952) und in der Poebene (1954, 1955 und 1957).

## Auszeichnungen
Powell erhielt 1950 den Nobelpreis für Physik „für die Entwicklung der photographischen Methode zur Untersuchung der Kernvorgänge und die damit verbundene Entdeckung der Mesonen“. 1949 wurde er als Mitglied („Fellow“) in die Royal Society gewählt, die ihm 1949 die Hughes-Medaille und 1961 die Royal Medal verlieh.
Bei der Vergabe des Nobelpreises wurden die von Erwin Schrödinger für dieselbe Leistung als Pionierinnen der 20er- und 30er-Jahre vorgeschlagenen Marietta Blau und Hertha Wambacher, deren Arbeiten Powell kannte und nutzte, übergangen und nicht einmal erwähnt, obwohl es Überlegungen gab, den Preis zwischen den Pionierinnen und Powell zu teilen. Auch Powell erwähnte sie nicht in seiner Dankesrede. Blau und Wambacher gelten neben Lise Meitner als weniger bekannte Physikerinnen, die den Nobelpreis trotz erwiesener Leistungen nicht bekommen haben.
Weitere Auszeichnungen:
- Lomonossow-Goldmedaille, 1967
- Vernon-Boys-Preis
- Auswärtiges Mitglied der sowjetischen Akademie der Wissenschaften, 1958
- Ehrendoktorwürden der Universitäten Dublin, Bordeaux und Warschau
- Mitglied der Deutschen Akademie der Naturforscher Leopoldina, 1964[3]

Er war 1961 im wissenschaftlichen Beratungsgremium des CERN.

## Schriften
- mit Occhialini Nuclear physics in photographs, Clarendon Press 1947
- mit Peter Fowler, Donald H. Perkins The study of elementary particles by the photographic method, Pergamon Press 1959
- Lattes, C. M. G.; Occhialini, G. P. S.; Powell, C. F.: A determination of the ratio of the masses of pi-meson and mu-meson by the method of grain-counting. Proceedings of the Physical Society 61 (1948) S. 173–183
- Lattes, C. M. G., Muirhead, H., Occhialini, G. P. S., Powell, C. F.: Processes involving charged mesons. Nature 159 (1947) 694–697 (Entdeckung Pion)